# Saint-Brisson-sur-Loire
Saint-Brisson-sur-Loire település Franciaországban, Loiret megyében. Lakosainak száma 961 fő (2022. január 1.). Saint-Brisson-sur-Loire Saint-Firmin-sur-Loire, Autry-le-Châtel, Briare, Gien és Saint-Martin-sur-Ocre községekkel határos.

## Népesség
A település népessége az elmúlt években az alábbi módon változott:
| Lakosok száma | 631  | 930  | 1021 | 1051 | 1008 | 996  | 981  | 968  | 962  | 961  |
|               | 1968 | 1982 | 1990 | 2006 | 2013 | 2015 | 2017 | 2019 | 2020 | 2022 |